# Jüdischer Friedhof (Běleč)

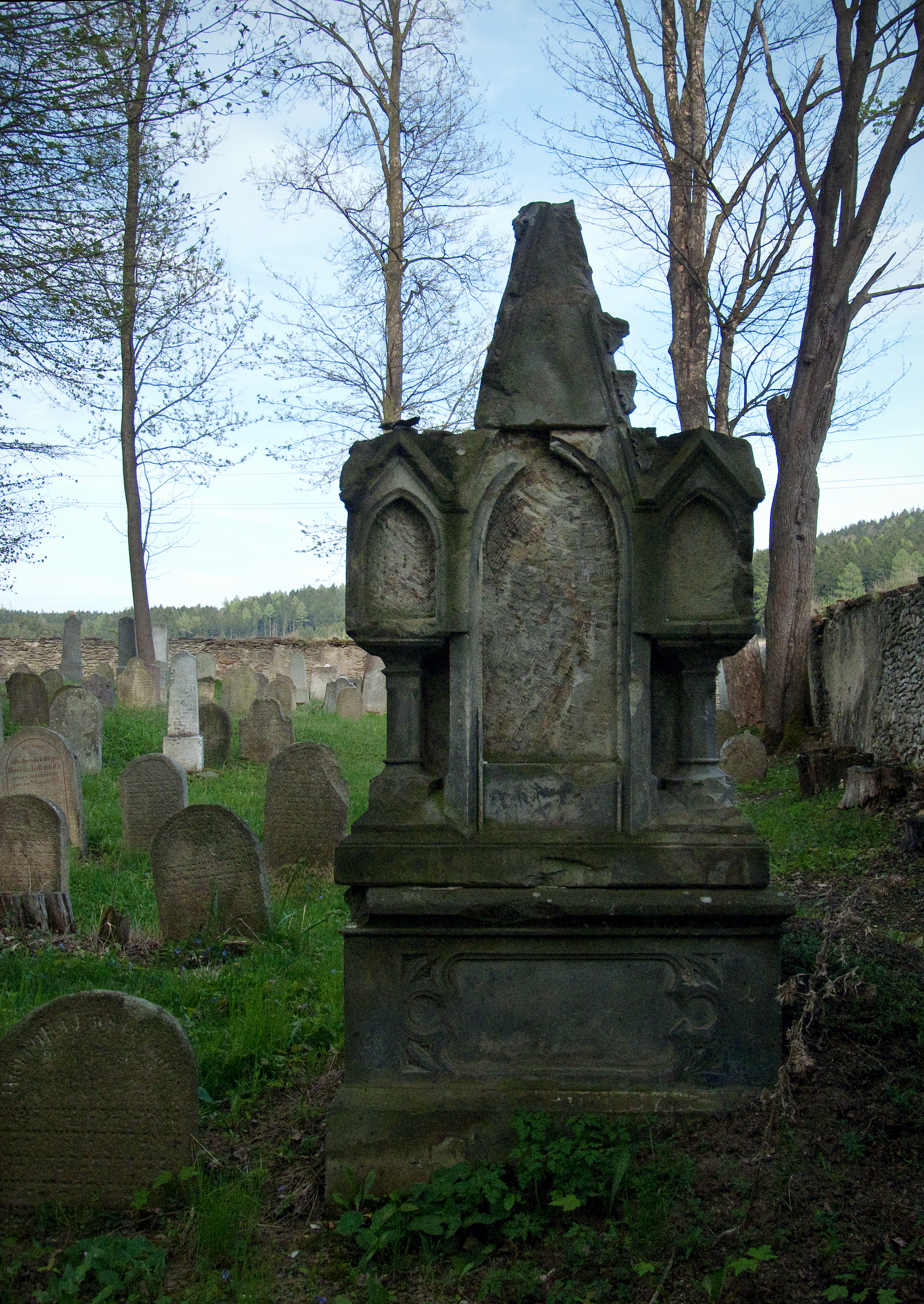
Jüdischer Friedhof Běleč

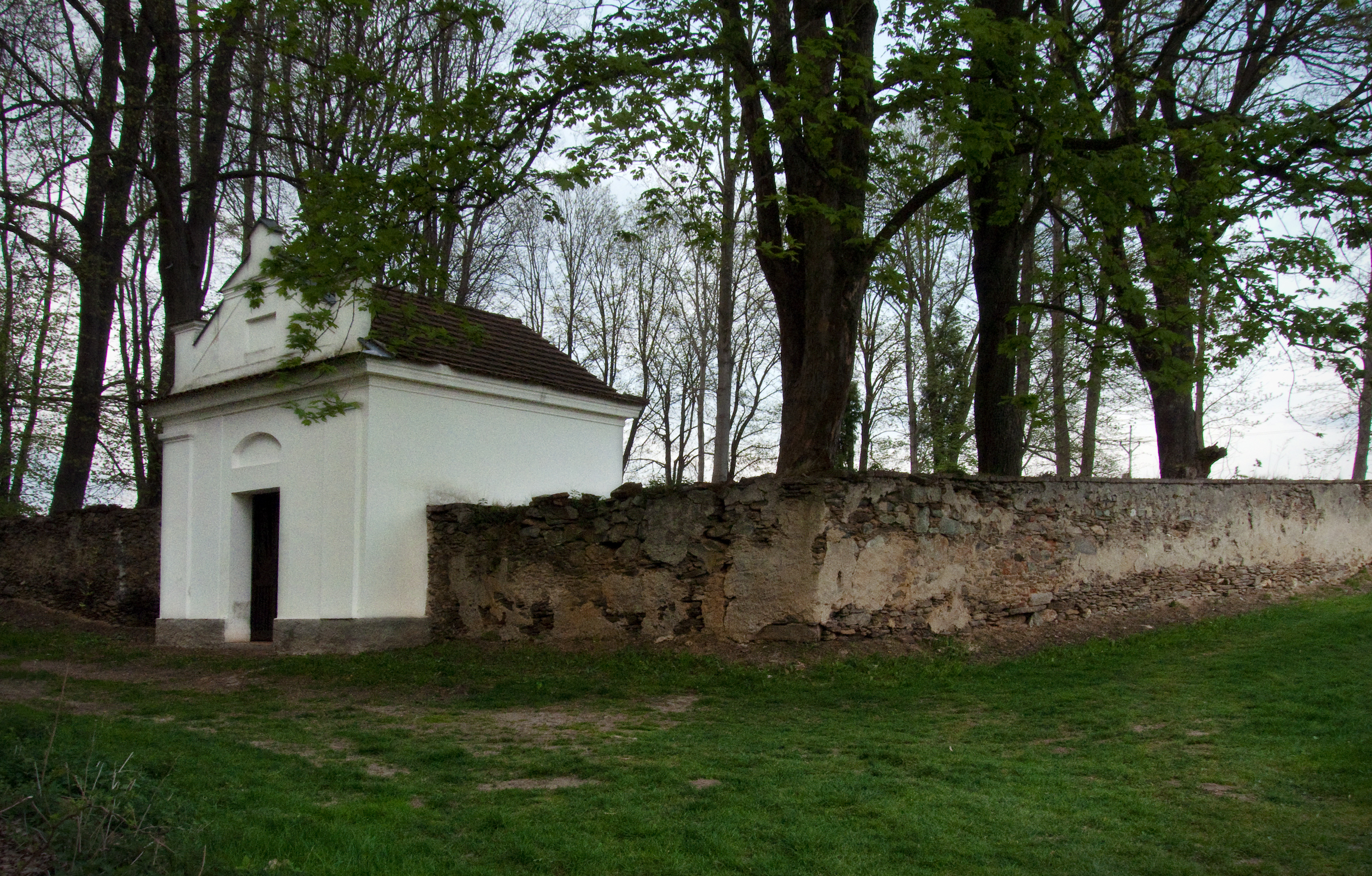
Taharahaus

Der Jüdische Friedhof in Běleč (deutsch Bieltsch), einer Gemeinde im Bezirk Okres Tábor in Tschechien, wurde in der ersten Hälfte des 18. Jahrhunderts angelegt.

## Geschichte
Das genaue Datum der Errichtung des Friedhofs ist nicht bekannt, die ältesten erhaltenen Grabsteine stammen jedoch aus der ersten Hälfte des 18. Jahrhunderts. Im 19. Jahrhundert kam es zu Erweiterungen des Friedhofs. Bestattungen fanden bis zum Ausbruch des Zweiten Weltkrieges statt, danach wurde der Friedhof nicht mehr gepflegt; der neue Teil des Friedhofs wurde nach dem Krieg vandaliert, die Grabsteine wurden 1991 abgetragen. Nach 1994 wurde der alte Teil des Friedhofs restauriert.

## Hintergrund
In Běleč gab es keine jüdische Gemeinde; der Friedhof, der sich auf dem Kataster der Gemeinde Běleč zwei Kilometer in nordöstlicher Richtung zwischen der Einöde Elbančice und dem Dorf Vilice befindet, wurde durch die Jüdische Gemeinde in Mladá Vožice errichtet. Er nimmt eine Fläche von 2805 m² ein und hat heute 180 erhaltene Grabsteine (anderen Angaben zufolge 2944 m² und 150 Grabsteine). Auffallend ist die Ausrichtung der meisten Inschriften auf den Grabsteinen in Richtung Westen. Der Friedhof ist heute Eigentum der Jüdischen Gemeinde Prag. Der Friedhof wird als Kulturdenkmal geführt.